# Furcaster
Furcaster Stürtz, 1886 è un genere estinto di echinoderma, appartenente agli ofiuroidi. Visse tra il Siluriano inferiore (Rhuddaniano) e il Devoniano superiore (Famenniano), circa 443,7 - 360,7 milioni di anni fa, e i suoi resti fossili sono stati ritrovati in Europa, Africa e Australia.

## Descrizione
Benché molto antico, questo animale possedeva un aspetto già simile a quello delle odierne ofiure. Furcaster era caratterizzato da un disco largo e da cinque braccia robuste, che (come nelle forme attuali) non sono in grado di rigenerarsi una volta staccate dal corpo. Le braccia erano provviste di spine aghiformi, più o meno delle stesse dimensioni, disposte in file vicino ai lati delle braccia e parallelamente al loro asse.

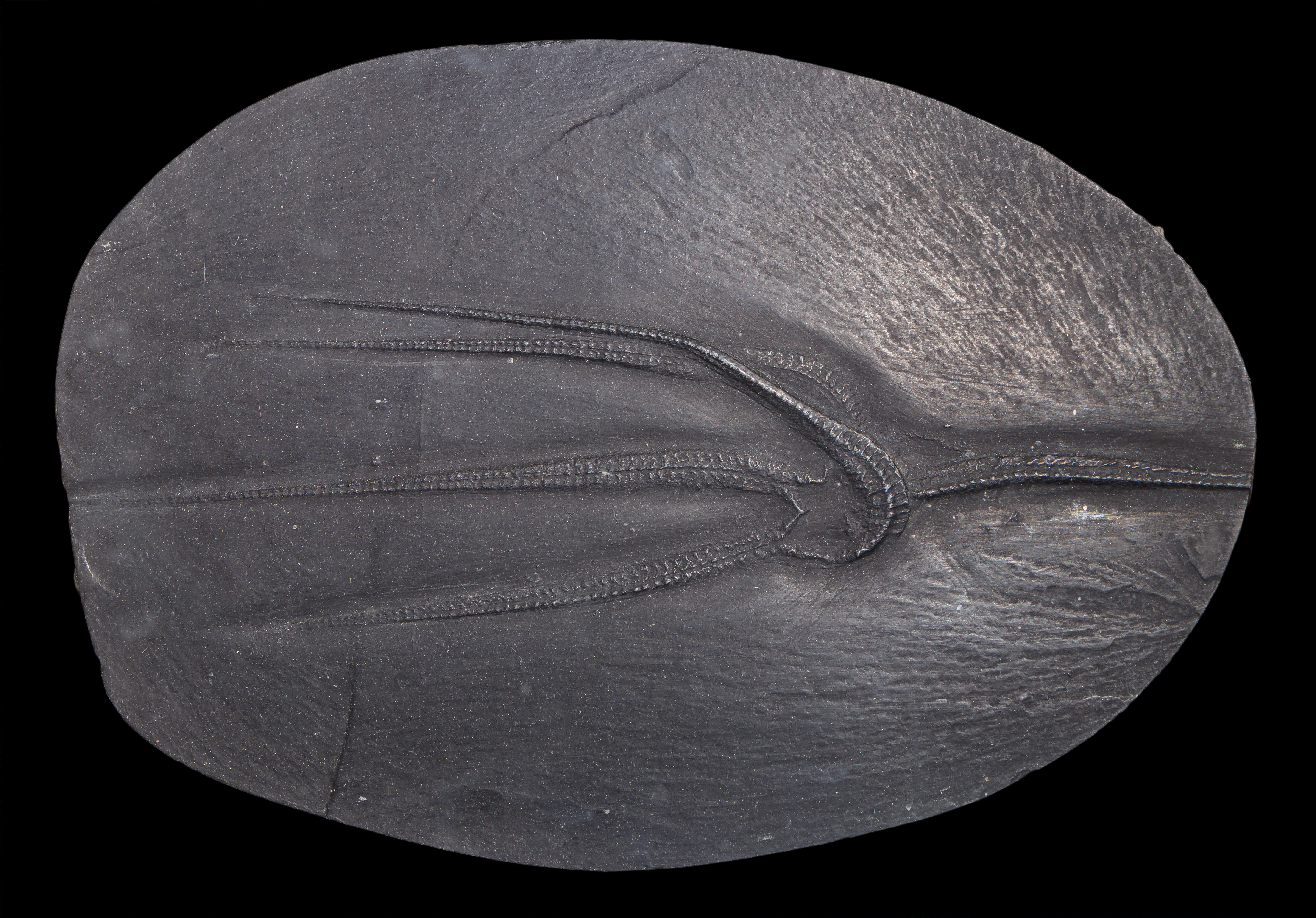
Furcaster decheni

## Paleobiologia
I fossili di Furcaster del giacimento di Bundebach possono rinvenirsi anche in vari esemplari su un'unica lastra. Spesso le braccia dei vari individui sono tutte orientate in un'unica direzione; ciò è dovuto alla presenza di correnti sottomarine in prossimità dell'antico fondale, che hanno quindi impresso alle ofiure il medesimo orientamento. I fossili, quindi, hanno registrato la presenza e la direzione di queste antiche correnti che erano presenti nel bacino al momento della loro deposizione.

## Tassonomia
Furcaster è un rappresentante arcaico delle ofiure, ed è noto soprattutto grazie a eccezionali fossili ritrovati negli scisti di Bundebach, in Germania, in strati del Devoniano inferiore. In questa località sono noti numerosi fossili completi, appartenenti alla specie Furcaster palaeozoicus.
Tra le altre specie, da ricordare Furcaster aequoreus, Furcaster cataphractus, Furcaster daoulasensis, Furcaster decheni, Furcaster leptosoma, Furcaster trepidans, Furcaster zitteli.